# Biawena
Biawena – zakład włókienniczy funkcjonujący w latach 1970–2009 na terenie miasta Biała Podlaska. Składał się w istocie z 2 przedsiębiorstw:
- Zakładów Przemysłu Wełnianego „Biawena” – w 1988 zatrudniających 700 osób, wykazujących 2300 mln zł produkcji sprzedanej i zaangażowanie środków trwałych brutto w wysokości 1530 mln zł
- Czesalni Wełny Biawena – w 1988 zatrudniającej 1853 osoby, wykazującej 7209 mln zł produkcji sprzedanej i zaangażowanie środków trwałych brutto w wysokości 4400 mln zł[1].

W najlepszym okresie zakład produkował 5 mln metrów tkanin rocznie, podczas gdy w 2013 już tylko ok. 150 tys. metrów.
W 2009 roku stał się firmą prywatną, działającą w rodzinnej Grupie Kapitałowej „SAS Jaworscy” Spółka Jawna. Produkowane są w nim tkaniny wełniane, wełnopodobne i czesankowe. Zakład świadczy również usługi w rodzaju barwienia, przędzenia, tkania oraz wykańczania tkanin. Zatrudnia około 70 osób.